# Molino de Martos (Córdoba)
El molino de Martos es un antiguo molino situado en Córdoba en el río Guadalquivir, conocido entre los siglos XIII y XVIII como aceña o noria de tiro. El molino de Martos se encuentra en lo que se conoció como la "parada de San Julián", que tomaba su nombre de la "presa de San Julián", y frente por frente de la "puerta de Martos", entrada de la muralla a la ciudad cuyo camino provenía del municipio jiennense. Se encuentra enmarcado en los once denominados Molinos del Guadalquivir, declarados Bien de Interés Cultural en 2009.

## Historia

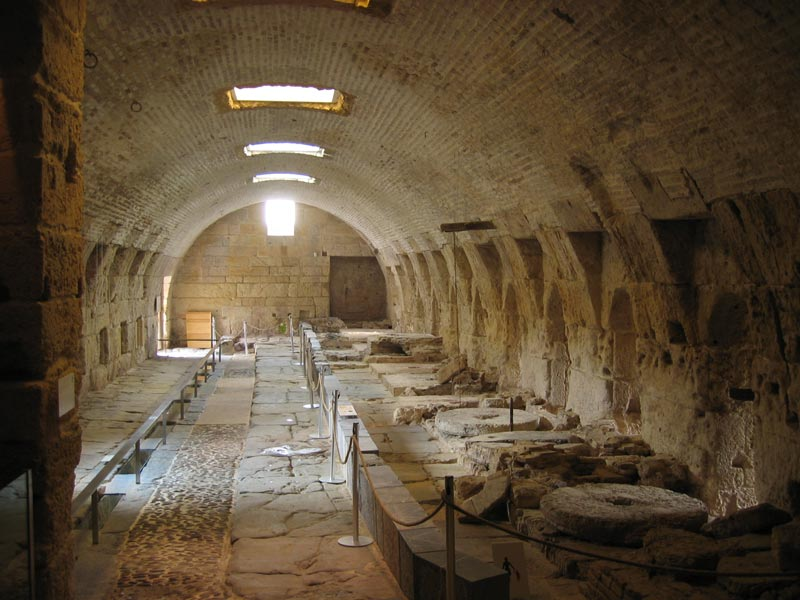
Interior del molino de Martos.

Entre el año 1237 y el 1550, el molino fue una típica aceña medieval formada por dos casas diferentes. Sin embargo, entre los años 1550 y 1555, las aceñas fueron convertidas en un nuevo edificio que es el que se puede admirar actualmente, cambiando el sistema hidráulico que mantenía, por el conocido como sistema de regolfo (sistema de aprovechamiento hidráulico, donde los canales para el paso de agua no se sitúan al costado del molino, sino bajo su suelo). 
De esta manera se implantaron ocho piedras destinadas a producir una acción mecánica, ampliándose posteriormente a diez. En 1559 el molino se convirtió en batán (máquinas de madera movidas por energía hidráulica y que situadas en las orillas del río siendo su misión, producir golpeteo de telas por medio de unos mazos o porros).

## Museo del Agua
En el año 2001, comienzan las obras de rehabilitación del molino de Martos, según proyecto del arquitecto Juan Navarro Baldeweg realizadas por parte de las empresas Necso Entrecanales Cubiertas y Freissynet S.A. con un importe de 1,3 millones de euros. Prácticamente finalizado desde el año 2004, la inauguración se realizó el 28 de julio de 2006.
El Museo del Agua, integrado en el molino de Martos, muestra la interpretación de la historia a través de la cultura, la gestión del agua y la tradición en el uso de las plantas: fuente de alimento (harinas de cereal), tintóreas (paños y tejidos), encurtidoras (pieles) o fibras vegetales.